# 아타 말릭 주베이니
아타 말릭 주베이니(페르시아어: عطاملک جوینی Atâ-Malek Juvayni, 1226년 – 1283년), 풀네임은 알라 알 딘 아타 울라흐(페르시아어: علاءالدین عطاءالله Ala al-Din Ata-ullah)는 페르시아의 역사가로 몽골 제국의 역사를 기록한 《세계정복자의 역사》(تاريج جهانگشاء Ta'rīkh-i Jahān-gushā'/Ta'rīkh-i Jahān-gushā'ī)를 저술하였다.
그가 태어난 요베인(Joveyn [fa; it])은 페르시아 동부 호라산(Khorasan)에 위치한 도시였다. 그의 할아버지와 그의 아버지인 바하 알 딘(Baha al-Din)은 각각 무함마드 잘랄 알딘(Muhammad Jalal al-Din)과 우구데이 칸의 사비디반 또는 재무장관을 역임했다. 바하 알 딘은 또한 그의 직속 상관인 에미르 아그훈의 부관으로 1246년에 부임하였으며, 조지아 왕국을 포함한 넓은 지역의 감독을 맡았다.
주베이니 또한 제국의 요직을 맡게 되었다. 그는 몽골 제국의 수도 카라코룸을 두 차례 방문했고, 그 가운데 한 번은 몽골 정복의 서아시아 공격이라는 역사가 시작되었던 때(1252-53)였다. 그는 1256년 칭기즈 칸의 손자로 일 칸국의 칸 훌라구가 아사신파의 본거지인 알라무트를 함락시킬 때 동행했고, 유명한 도서관의 일부 자료를 구하는 일을 맡았으며, 또한 1258년 바그다드 공격 때에도 훌라구를 수행했으며, 그 다음 해에는 바그다드, 메소포타미아, 후제스탄의 총독으로 임명되었다. 1282년경, 후바이야니는 반 호수 북동쪽의 알라타크 목장에서 열린 몽골의 쿠릴타이에 참석했다. 그는 이듬해 아제르바이잔의 머건(또는 아란)에서 사망했다.
주베이니가 살았던 시대는 알라무트 성이 니자리스(Nizaris)의 본거지가 된 지 150여년이 지난 뒤의 일이었다. 아타 말릭 주베이니는 훌라그 칸의 수행자이자 역사학자로써 그 유명한 알라무트 도서관을 방문했다. 그는 그가 그곳에서 발견한 수많은 이스마일파 경전과 문헌에 대해 이야기하였으며, 광범위한 문학 작품들에 대해 기록했다. 그러나 몽골인들이 알라무트를 침공하여 이스마일파의 수도를 파괴했을 때 알라무트 도서관은 불타 버렸고, 이슬람의 경전인 쿠란과 몇몇 다른 논문들만이 살아남았다.
주베이니의 형은 강자라 불리던 샴스 알딘 모하마드 사히브 디반(Shams al-Din Mohammad Sahib-Divan)으로, 훌라구와 아바카 칸 치세에 재무장관을 지냈다. 지도자로써 자신의 권리를 행사하는 데에 뛰어났던 샴스 알 딘의 사돈 가문 역시 유력한 집안이었는데, 아내 코샤크(Khoshak)는 조지아 주의 최고위 무관장이었던 아바그 무하르그젤리(Avag Mkhargrdzeli)와 그루지야의 여왕이 되는 귀족 여성 그반사(Gvantsa) 사이의 딸이었다.
주베이니는 몽골 제국의 요직을 역임한 그의 할아버지나 아버지처럼 몽골 궁정의 핵심 구성원과 접촉할 수 있었고, 몽골 궁정의 생생한 모습을 기록할 수 있었다. 또한 주베이니 그 자신의 지위나 그의 일가의 연줄 덕분에 다른 역사가들이 접할 수 없었던 고급 정보를 비밀리에 입수할 수 있었다. 그러나 알 수 없는 이유로 주베이니가 저술하던 역사는 그가 죽기 20여 년 전인 1260년에 끝났다.
주베이니가 저술한 역사는 사료적으로 가치가 높지만, 사료상 불일치나 주베이니 자신이 지녔던 편견과 그로 인한 오류를 감안하고 보아야만 한다. 예를 들어 몽골 제국의 정복의 정점이 이스마일파 말살 사건에 있었다는 그의 믿음을 묘사하는 부분이나, 그런 한편으로 몽골인들이 주베이니 자신이 한때 근무하기도 했던 도시인 바그다드를 약탈했으며 헤지라 656년/서기 1258년에 그와 같은 수니파 이슬람교도의 국가였던 아바스 칼리파국을 전복시켰다는 사실은 언급하지 않는다는 점에서 그의 편견과 취사성이 존재한다. 게다가, '니자리파 이맘의 유물은 남아있지 않고, 그와 그의 동족은 단지 사람들의 입에 오르내리는 오래된 구전이 되었다"는 그의 결론은 "니자리파 이맘의 후손들이 아직 살아있다"는 기록과 상충된다는 점에서 비판을 받게 된다. 실제로 나우 다울라트(Naw Dawlat) 또는 아부 다울라트(Abu Dawlat)이라는 칭호를 가진 아들이 헤지라 674/서기 1275년에 알라무트를 재탈환하는데 성공했다. 주베이니의 기록의 진실성은 또한 니자리파 이맘 루크른 알딘(Rukn al-Din)의 한 아들에 대한 그의 증언과 모순되기 때문에 의심스럽다.
주베이니가 쓴 역사의 표준판은 《세계정복자의 역사》(تاريج جهانگشاء Ta'rīkh-i Jahān-gushā'/Ta'rīkh-i Jahān-gushā'ī)라는 제목을 달고 미르자 무하마드 카즈위니 번역으로 전3권(Gibb Memorial Series 16, Leiden and London, 1912년–37년)으로 출판되었고, 영역본은 존 앤드류 보일(John Andrew Boyle)에 의해 세계정복자의 역사(The History of the World-Conqueror)라는 제목으로 1997년에 다시 출판되었다.

## 참고 문헌
- Biran, Michal (2009). 〈JOVAYNI, ṢĀḤEB DIVĀN〉. 《Encyclopaedia Iranica, Vol. XV, Fasc. 1》. 71–74쪽.
- Rajabzadeh, Hashem (2009). 〈JOVAYNI FAMILY〉. 《Encyclopaedia Iranica, Vol. XV, Fasc. 1》. 61–63쪽.
- Ashraf, Ahmad (2006). 〈Iranian identity iii. Medieval Islamic period〉. 《Encyclopaedia Iranica, Vol. XIII, Fasc. 5》. 507–522쪽.